# Ciriaco di Costantinopoli
Ciriaco (in greco Κυριακός?; VI secolo – 29 ottobre 606) è stato un arcivescovo bizantino, patriarca ecumenico di Costantinopoli dal 595 fino alla sua morte. La Chiesa ortodossa lo considera santo e lo venera il 30 ottobre.
Durante il suo patriarcato, ci fu uno scambio di lettere con Papa Gregorio I sul titolo "Ecumenico", utilizzato per la prima volta dal suo predecessore Giovanni IV: 
(Lettera di Papa Gregorio a Ciriaco)
Tuttavia, Ciriaco non rimosse il titolo. 
Morì il 29 ottobre 606 e venne sepolto nella Chiesa dei Santi Apostoli a Costantinopoli.